# Bregentium
Bregentium o Bregetium (en llatí Bregentium, Bregaetio, Brigitio, Bregentio, Bregetium, en grec antic Βρέγαιτιον) va ser una de les ciutats principals de la província romana de Pannònia a la Baixa Pannònia.
Era un municipi romà situat en un lloc difícil de conquerir. Era a la vora del Danubi, a la via romana que unia Carnunt amb Aquíncum. Va ser el quarter general de la cinquena cohort de la Legió I Adiutrix. Allí va morir l'emperador Valentinià I quan preparava la campanya contra els cuades. En parlen Claudi Ptolemeu, Ammià Marcel·lí i Aureli Víctor, i està descrita a l'Itinerari d'Antoní. En resten algunes ruïnes prop de Szony a Hongria.